# 基諾沙縣 (威斯康辛州)
基諾沙县（英語：Kenosha County）是位於美国威斯康辛州東南角的一個縣，南鄰伊利诺伊州，東臨密歇根湖，面積1,954平方公里。根據2020年美國人口普查統計，共有人口16萬9,151人。縣治基諾沙（Kenosha）。該縣成立於1850年1月30日，縣名是波塔瓦托米人對派克河的稱呼，意思是「魚」。

## 政治
在总统选举中，基诺沙县长期支持民主党。但是2016年特朗普在总统大选中赢得了基诺沙县，这是继1972年以来第一次由共和党人赢得该县的最多票数。2020年，特朗普再度于基诺沙县获得最多投票，是继1928年以来第一次由共和党人连续获得最多投票。